# Lirimiris guatemalensis
Lirimiris guatemalensis är en fjärilsart som beskrevs av Rothschild 1917. Lirimiris guatemalensis ingår i släktet Lirimiris och familjen tandspinnare. Inga underarter finns listade i Catalogue of Life.